# Louis Tanquerel des Planches
 (juillet 2019).
Si vous disposez d'ouvrages ou d'articles de référence ou si vous connaissez des sites web de qualité traitant du thème abordé ici, merci de compléter l'article en donnant les références utiles à sa vérifiabilité et en les liant à la section « Notes et références ».
Louis-Jean-Charles-Marie Tanquerel des Planches (11 août 1810, Ambrières-les-Vallées - 27 mai 1862, Mayenne à Rochefeuille), médecin et agronome français.

## Biographie
Il fait partie de la famille Tanquerel, une ancienne famille mayennaise. Il est le fils de Louis-Jean Tanquerel des Planches et de Marie Duval-Dubreil. Il avait épousé sa cousine Marie-Euphrasie Tanquerel des Usachères, décédée à Mayenne le 25 mars 1872, à 74 ans.
Il fut médecin à Paris et étudia spécialement les maladies occasionnées par le plomb, et le saturnisme. Il en fit sa thèse de doctorat en 1834. Il publia en 1838 une étude sur l'encéphalopathie, mot qu'il créa. Il demandait aussi en 1830[réf. souhaitée] la création d'un inspecteur des fabriques de céruse. Le prix Montyon récompensa sa science et son zèle en 1840. Le docteur Gendrin chercha vainement à déprécier à son profit les théories de Tanquerel. La thèse de Tanquerel pour l'agrégation : Déterminer les caractères à l'aide desquels on peut distinguer les congestions sanguines et les inflammations ne fut pas couronnée de succès. Il se livra donc à la médecine pratique, fut l'un des rédacteurs ordinaires du nouveau Journal de médecine, 1843-1844 et obtint la croix de la Légion d'honneur, 1845.
Venu se fixer à Mayenne vers 1856, il fonde et préside la Société d'Agriculture de l'Arrondissement de Mayenne et fait de nombreuses conférences sur l'économie rurale et l'horticulture. Il se fait construire le château de Rochefeuille à Mayenne, route d'Ambrières, achète la ferme voisine de la Chouanne et un domaine à Glaintin. Il acclimate à Rochefeuille un certain nombre d'essences rares, fait de la Chouanne une ferme modèle et pratique la sylviculture à Glaintin.

## Publications
- Essai sur la paralysie de plomb ou saturnine, Thèse de doctorat en médecine de la faculté de Paris, 1834. (dédié au professeur René-Nicolas Dufriche Desgenettes, son parent)
- L'Encéphalopathie saturnine. 1838 ;
- Traité des maladies de plomb ou saturnines. 1839[1] ; dédié à Tanquerel de Vaucé, fut traduit en allemand dès 1842 ;
- Ouvrage sur les diverses formes de labour. Galbrun, Mayenne, 1861.